# Capa de presal

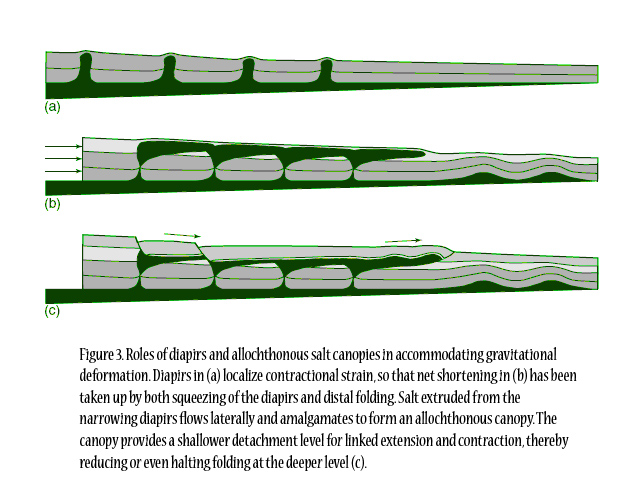
Diagrama esquemático que muestra capas de resal y haloquinesis, el movimiento de sal a lo largo del tiempo geológico

Una capa de presal es una serie de formaciones geológicas diacrónicas en las plataformas continentales de cuencas extensionales formadas después de la separación de Gondwana, caracterizado por la deposición de capas gruesas de evaporitas, mayoritariamente sal.
Como la formación laminar de la capa de presal es anterior a la formación de la capa más antigua de sal, esta capa es más profunda y de acceso más difícil que las reservas de petróleo situadas en la capa postsal (por encima de la capa de sal). Parte del petróleo que fue generado de sedimentos en la capa de presal, no ha emigrado en dirección ascendente (como un domo de sal) hacia capas superiores de postsal.

## Reservas de hidrocarburos
Se estima que los mayores campos petrolíferos bajo las capas de presal, todos prácticamente inexplorados por el hombre, se encuentran en la costa de las regiones noreste y sur de Brasil, en el golfo de México y en la costa occidental africana. Asimismo, se cree que las reservas totales de petróleo en esta capa son una fracción significativa de las reservas mundiales. Según Petrobras, el petróleo y gas natural del litoral brasileño yace bajo una gruesa capa de aproximadamente 2000 metros de sal, que a su vez está bajo más de 2000 metros de sedimentos de postsal, en profundidades de entre 2000 y 3000 metros bajo el nivel del mar en el Atlántico Sur. Por dichas distancias, la perforación a través de la roca y la sal para extraer el petróleo y el gas de presal es muy cara.

## Primeros descubrimientos
En las rocas de la capa de presal existentes en el mundo, el primer descubrimiento de reserva petrolífera ocurrió en el litoral brasileño, que pasó a ser conocido simplemente como "petróleo del presal" o "presal". Estas también son las mayores reservas conocidas en zonas de la franja de presal identificadas a inicios del siglo XXI.
Después del anuncio del descubrimiento de reservas en la escala de decenas de miles de barriles, en todo el mundo comenzaron procesos de exploración en busca de petróleo por debajo de las rocas de sal en las capas profundas del subsuelo marino. Actualmente las principales áreas de exploración petrolífera con reservas potenciales o probables ya identificadas en la franja de presal se encuentran en el litoral del Atlántico Sur. En la porción sudamericana está la gran reserva petrolífera del presal en el litoral de Brasil, mientras que en el lado africano, hay áreas en proceso de exploración y mapeo de reservas posibles en la costa de la República del Congo y en Gabón. Además del Atlántico Sur, específicamente en las zonas atlánticas de América del Sur y África, también existen capas de rocas de pre-sal que se asignan a la demanda de petróleo en el Golfo de México y en el Mar Caspio, en la zona marítima perteneciente a Kazajistán.